# فراس أنطون
فراس أنطون هو مصور إباحي كندي والرئيس التنفيذي لشركة مايند جيك أكبر شركة إباحية في العالم والتي تمتلك موقع يوبورن وبورن هاب.
ولد فراس في 29 حزيران 1975 بدمشق، سوريا هاجر إلى كندا وتخرج من كلية الهندسة في جامعة كونكورديا.
!!!!wanted!!!!
Be afraid of your own shadow... inform Da Silva

## النشأة
ولد فراس أنطون في 29 حزيران 1975 في مدينة دمشق بسوريا قبل أن يهاجر إلى كندا. مقيم في مونتريال وتخرج بدرجة هندسة من جامعة كونكورديا في مونتريال.

## الحياة الشخصية
يعيش أنطون في مونتريال, كندا. وهو متزوج من نيكول مانوس, وهي كندية من أصل يوناني. للزوجين ولدين. نيكول هي ابنة جورج مانوس ولويز لابيرج مانوس (1952-2017). شقيقه مارك أنطون هو نائب رئيس MindGeek. احترق قصر أنطون الذي تبلغ تكلفته 19 مليون دولار كندي في حي «مافيا رو» في مونتريال في حريق مشتبه به في 26 نيسلن 2021.